# Prinzessin Charlotte von Preussen
Prinzessin Charlotte von Preussen var det första ångfartyg, som byggdes i Tyskland. Hon byggdes 1816 i Pichelsdorf nära Spandau i Berlin av den skotsk-tyske ingenjören John Barnett Humphreys (1787–1858) och var 1817–1818 i tjänst som postångare på floderna Havel och Spree.
John Barnett Humphreys fick 1815 preussiskt patent för användning av ångmaskin för framdrift av fartyg. Patenträtten gällde först i tio år, men förlängdes senare till 1831. Humphreys anlade ett varv vid Havel i Pichelsdorf nära Berlin. Där löpte Prinzessin Charlotte von Preussen av stapeln den 14 september 1816. Fartyget fick sitt namn efter den äldsta dottern till kung Friedrich Vilhelm III, senare rysk kejsarinna med namnet Alexandra Feodorovna.
Prinzessin Charlotte von Preussen var en 41,44 meter lång och 5,88 meter bred hjulångare, som drevs med ett mittmonterat skovelhjul. Maskinen var en engelsk ångmaskin på 14 hk från Boulton & Watt, vilken gav fartyget en hastighet på omkring fyra knop. Skorstenen var nio meter hög.
Fartyget tog 300 passagerare. Under för- och akterdäck fanns rymliga och välinredda kajutor och borden hade ventiler. Det fanns också en restaurang ombord.
I maj 1817 grundade Humphreys och hans far, som var köpman i Hamburg, Königlich Preussische patentierte Dampfschiffahrts-Gesellschaft zu Berlin, vilket i juni 1817 påbörjade reguljär passagerartrafik med Prinzessin Charlotte mellan Berlin (Tiergarten), Charlottenburg, Spandau och Potsdam. Skeppet stod också i tjänst hos Preussens postverk. Företaget lyckades inte ekonomiskt, varför trafiken lades ned i oktober 1818. Fartyget såldes 1824 och höggs upp. 
Modeller av Prinzessin Charlotte finns på Deutschen Schifffahrtsmuseum Bremerhaven och Deutschen Technikmuseum Berlin.

## Bildgalleri

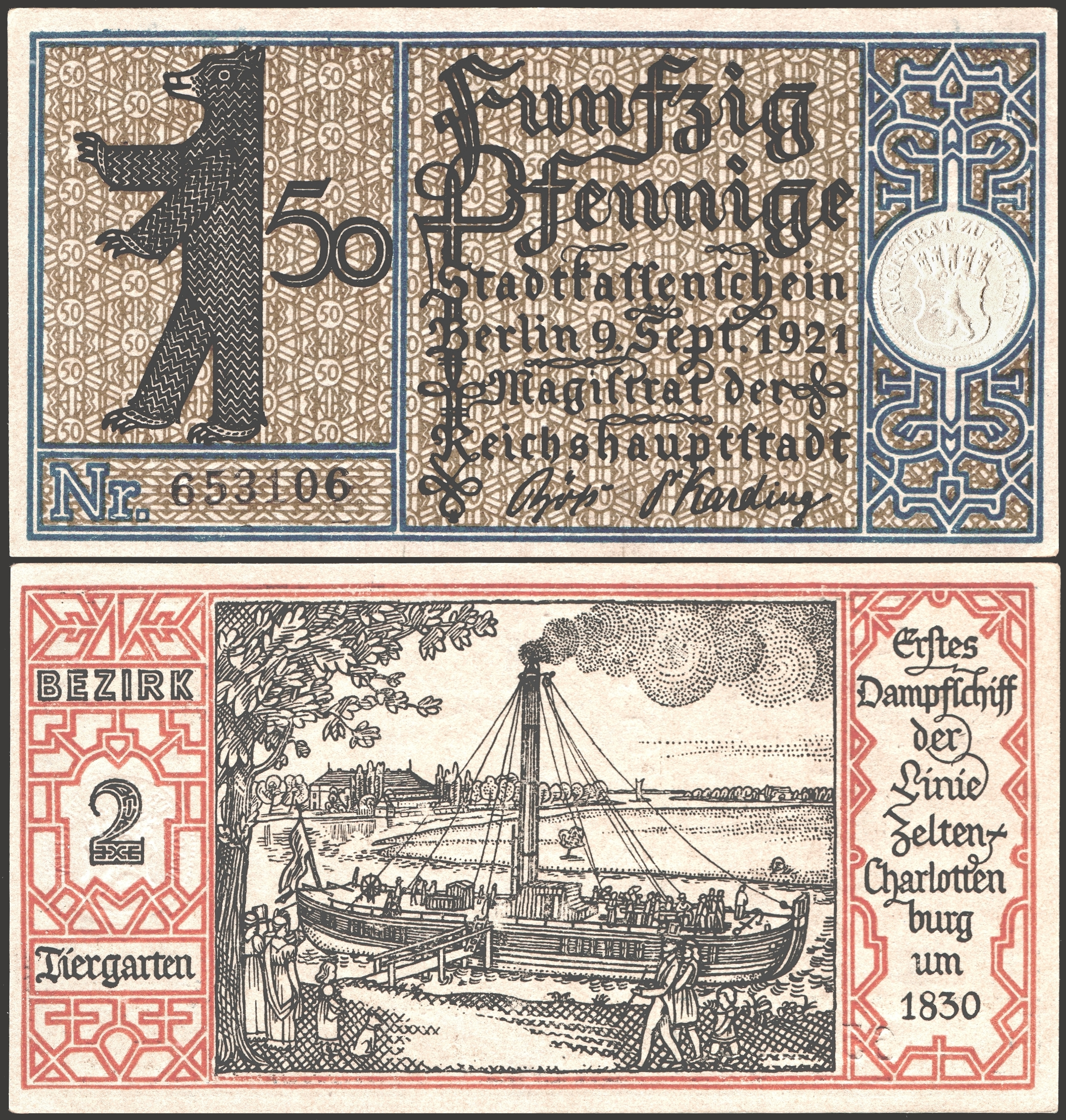
Prinzessin Charlotte på en nödsedel från 1921
Prinzessin Charlotte på frimärke från 1975
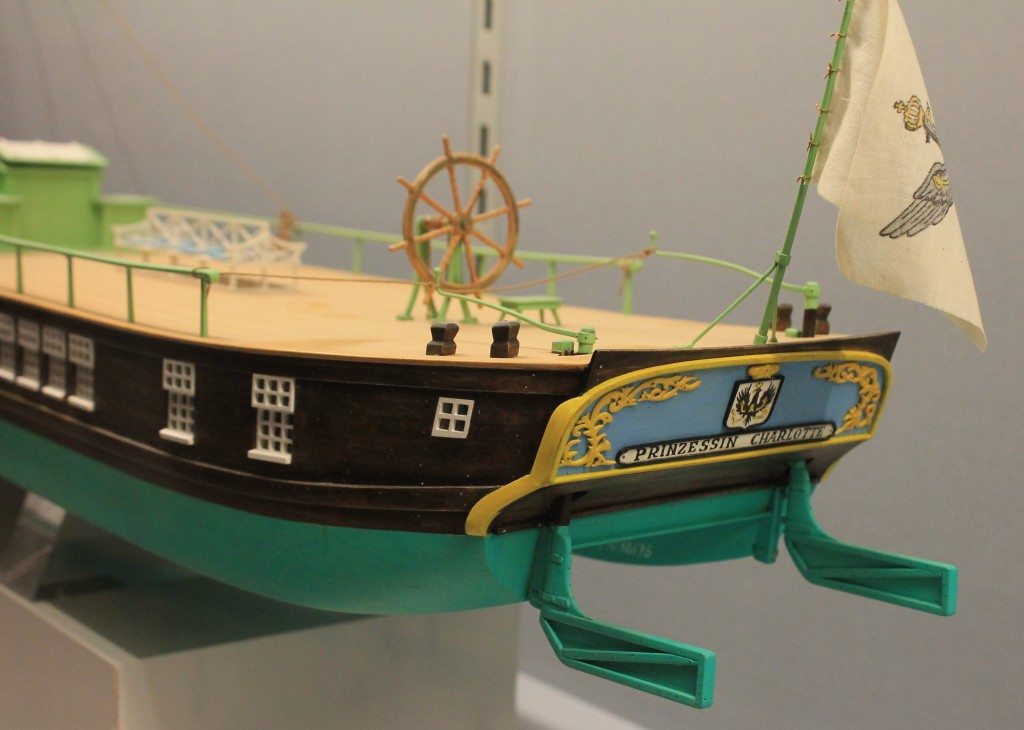
Roderanordning på Prinzessin Charlotte i Deutschen Schiffahrtsmuseum